# Balotești
Balotești est une commune roumaine située dans le județ d'Ilfov.